# Piedras Negras (ciutat mexicana)
Piedras Negras és una ciutat fronterera del nord-est de Mèxic, a l'estat de Coahuila, situada davant de la ciutat d'Eagle Pass, Texas, Estats Units, a la vora del Río Bravo. És juntament amb Ciudad Acuña, una de les dues ciutats frontereres de l'estat. Coneguda amb el nom de Ciudad Porfirio Díaz entre 1888 i 1911.
L'any 2003 la Secretaria de Desenvolupament Social (SEDESOL), l'INEGI i el Consell Nacional de Població (CONAPO) van integrar un grup de treball encarregat de formular una delimitació exhaustiva i sistemàtica de les zones metropolitanes del país, consolidant-se la Zona Metropolitana de Piedras Negras, formada pels municipis de Piedras Negras i Nava, i compta amb una població aproximada de 209.456 habitants;
L'any 2010, d'acord amb els índexs de marginació estimats pel CONAPO, Piedras Negras és una de les ciutats amb menor marginació urbana a tot Mèxic (6,3%), i la segona a l'estat de Coahuila, superat només per Ciudad Acuña (3,6%).
Durant l'any 2019 la ciutat de Piedras Negras tingué els millors índexs de percepció de la seguretat a nivell nacional (INEGI, 2019), destacant-se al mes de juliol com la ciutat amb millor percepció de la seguretat a tot Mèxic.

La regió nord de Coahuila té aproximadament 300.000 habitants. Segons el recompte de l'INEGI, l'any 2010 la població de la ciutat de Piedras Negrasera de 152.806 habitants. Per al cens del 2020 la ciutat comptava amb 176.323 habitants

## Clima

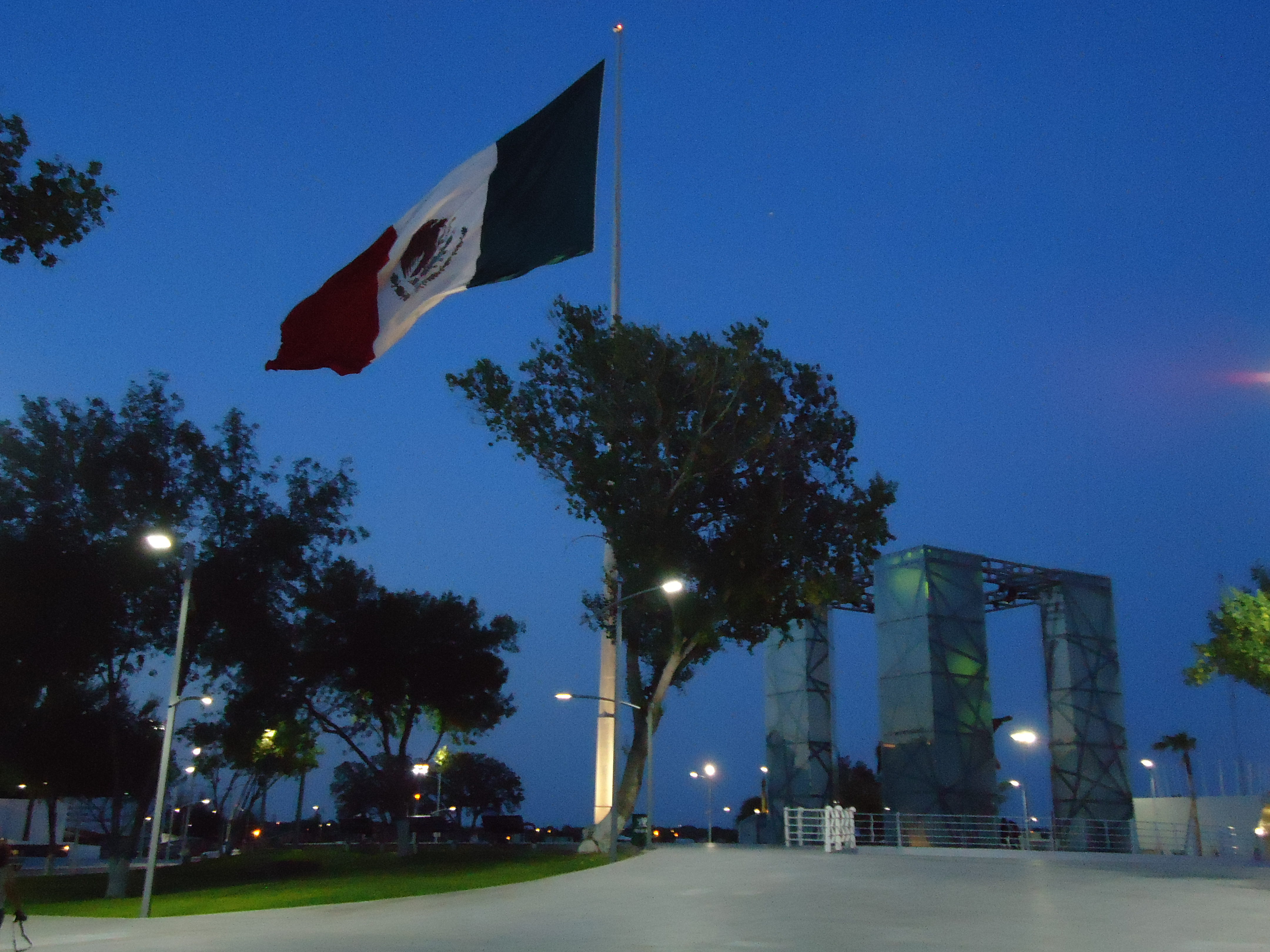
Bandera Monumental a la 'Gran Plaza', reconeguda per Guinness com la més gran del món.

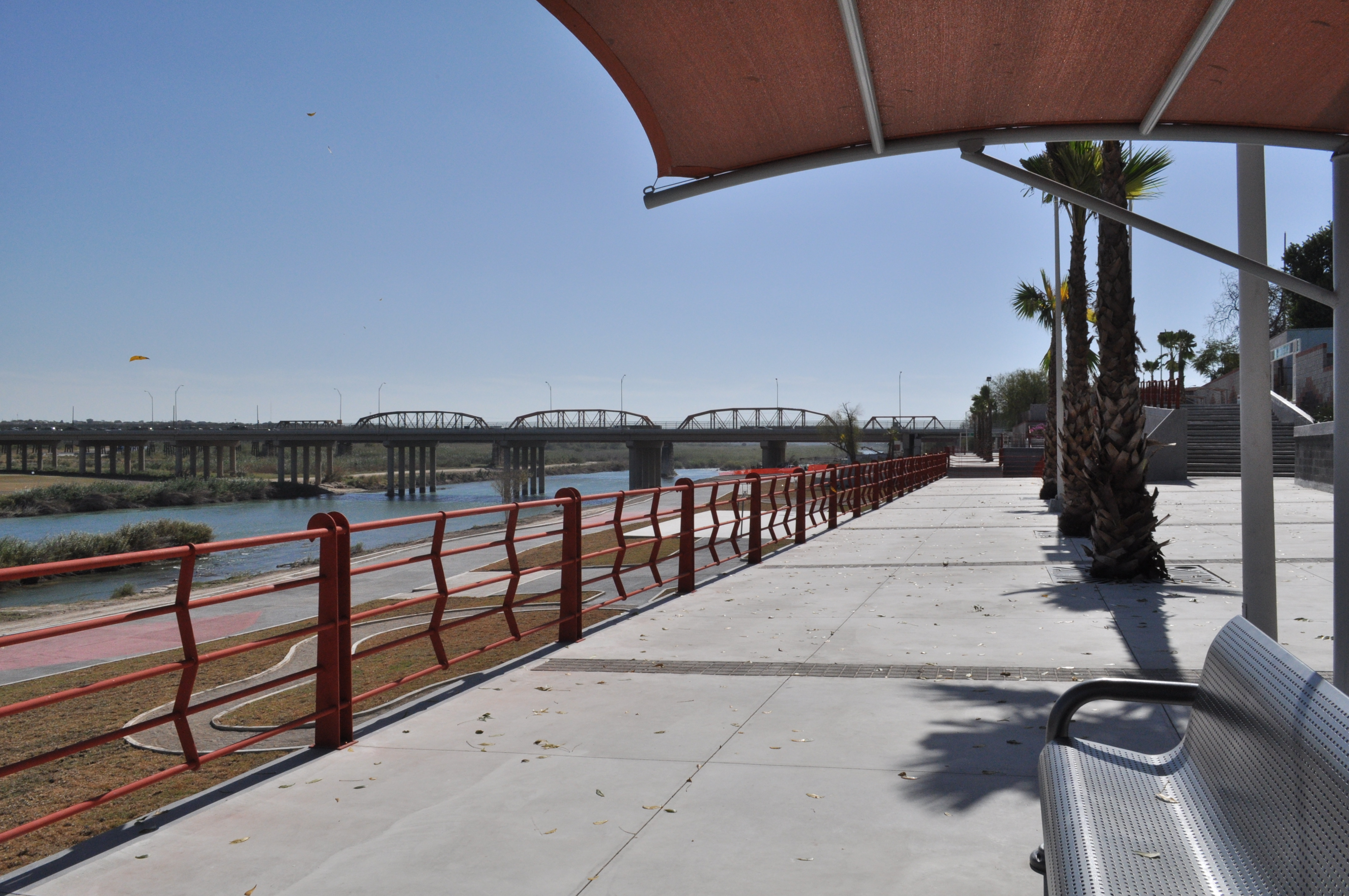
Passeig del Riu, guanyador del Premi CEMEX 2011 com a millor obra d'impacte social.

El clima de la regió és semisec-semicàlid. A l'estiu les temperatures en aquesta ciutat superen freqüentment els 44 °C. A l'estiu s'ham arribat a assolir els 50 °C i a l'hivern s'ha arribat a -20 °C.
Segons registres de la Comissió Nacional de l'Aigua (CONAGUA), els mesos més calorosos són el maig, el juny, el juliol, l'agost i el setembre, amb una temperatura mitjana entre 35 i 45 °C.
Els hiverns són temperats i càlids, i les nevades són escasses i poc freqüents degut a l'absència d'humitat.
Els mesos amb més precipitació són maig, juny i setembre. El període amb menys precipitació és de desembre a març, la precipitació mitjana mensual és de 44,8 mm.

## Llocs d'interès
- Unitat Esportiva Víctor M. Rueda[8]
- Asta Bandera Monumental 'Gran Plaza' (120 m)[9]
- Monument a l'H. Cos de Bombers (Lliurament Fausto Z. Mtz)[10]
- Casa de les Artes[11]
- Gran Plaza[12]
- Infoteca[13]
- Teatre de la Ciutat 'José Manuel Maldonado Maldonado'[14]
- Auditori 'José Vasconcelos'[11]

## Galeria

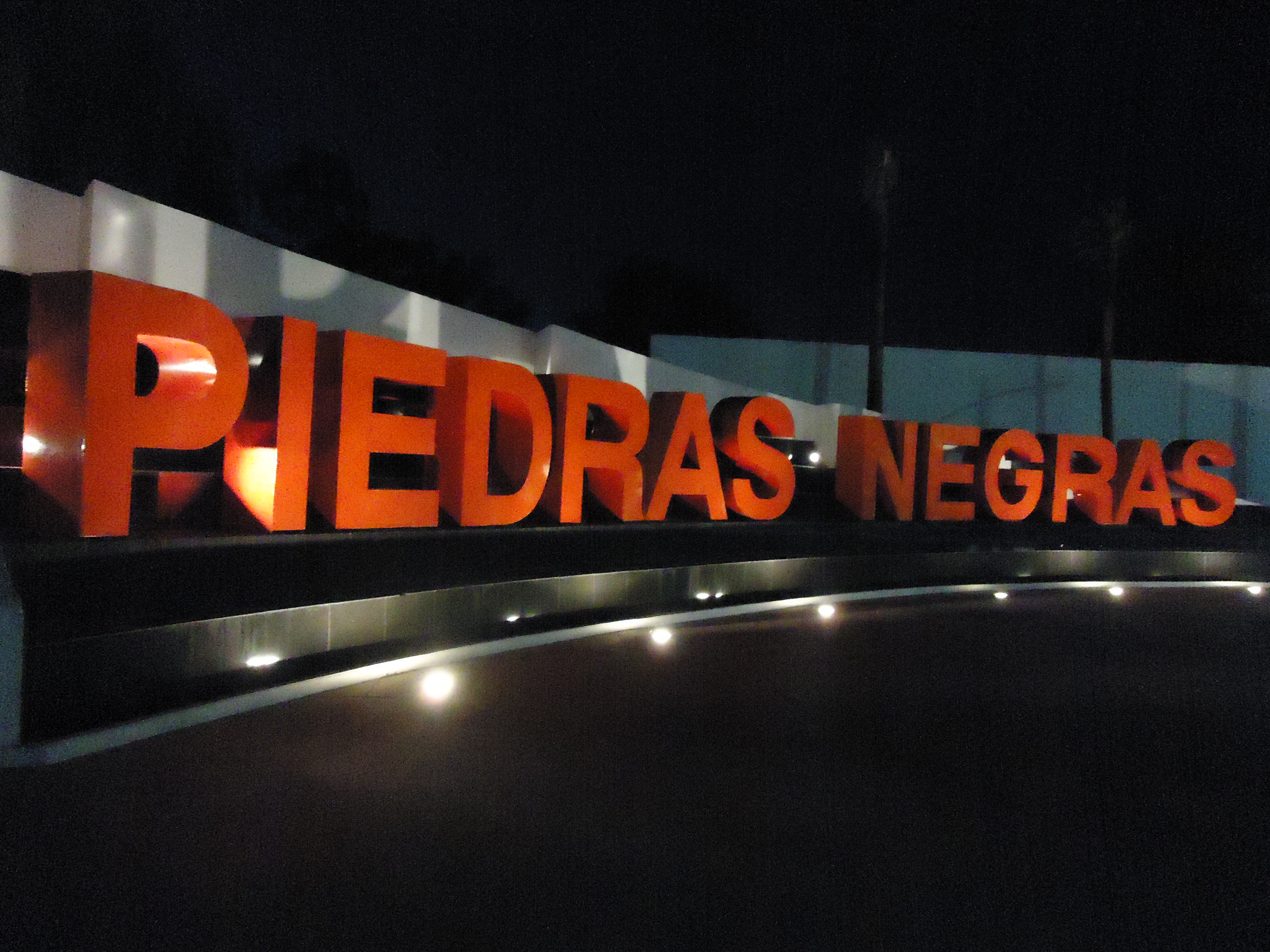
Lletres de Piedras Negras
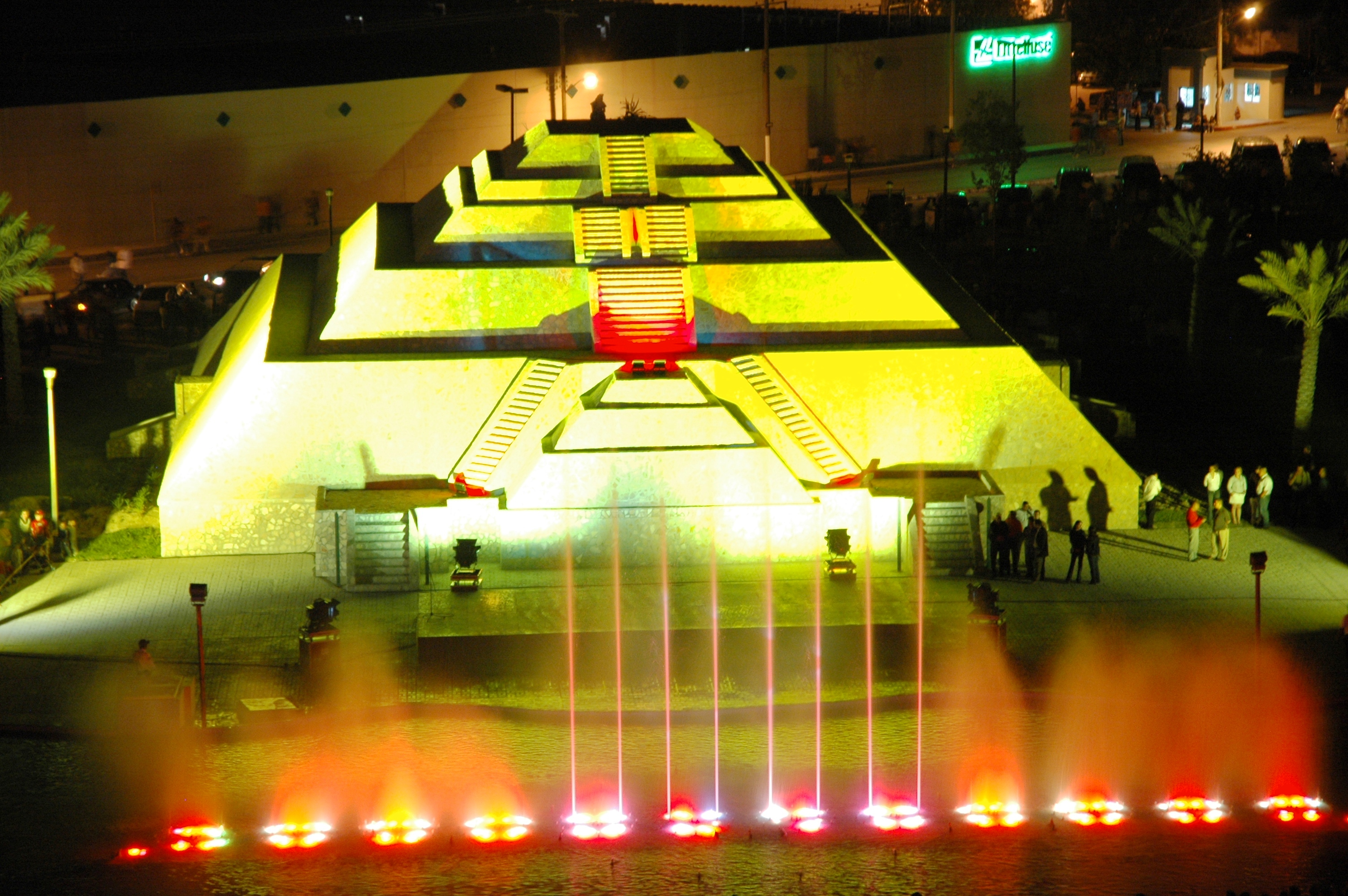
Plaza de las Culturas
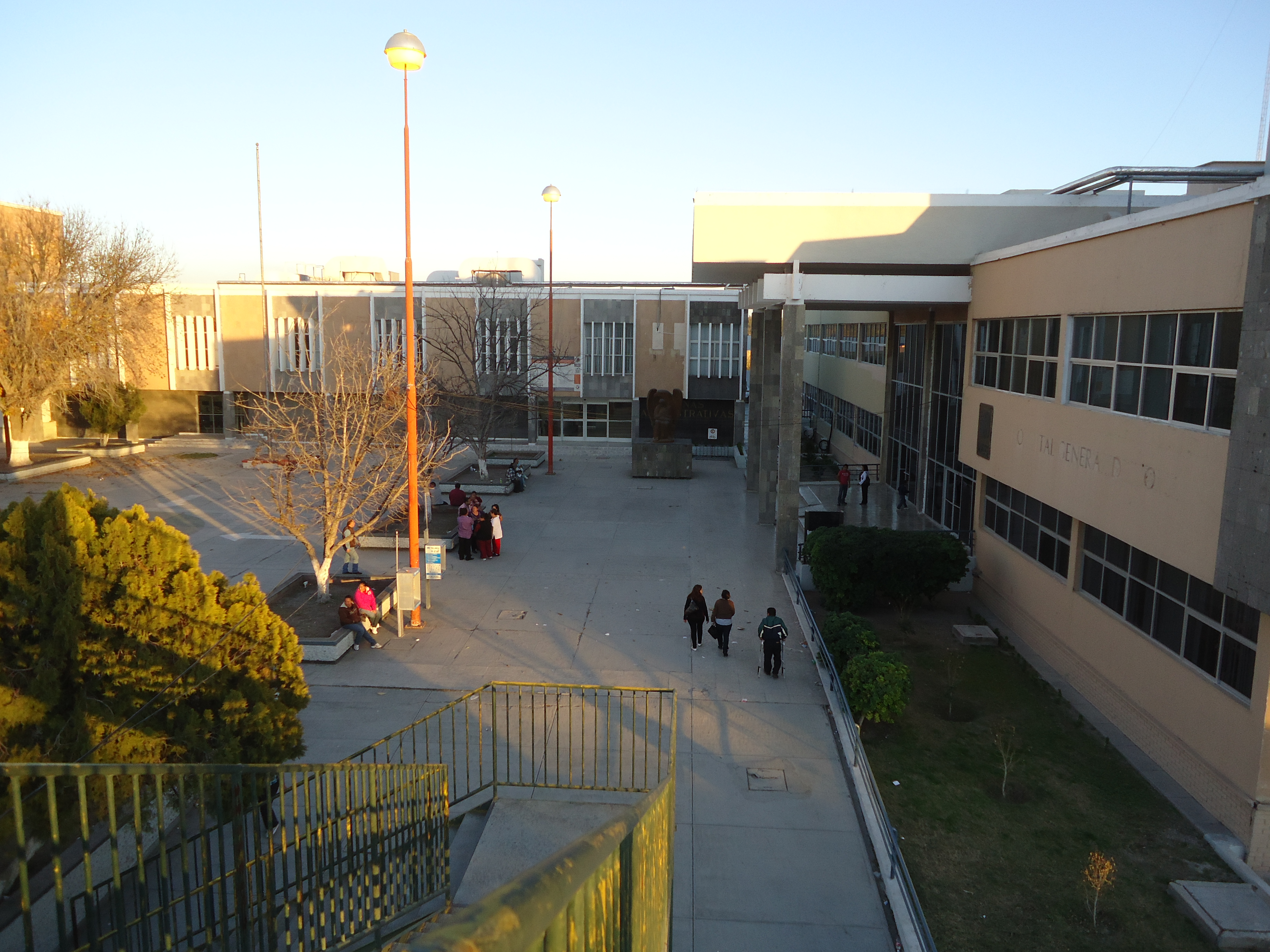
Hospital General de Zona IMSS #11
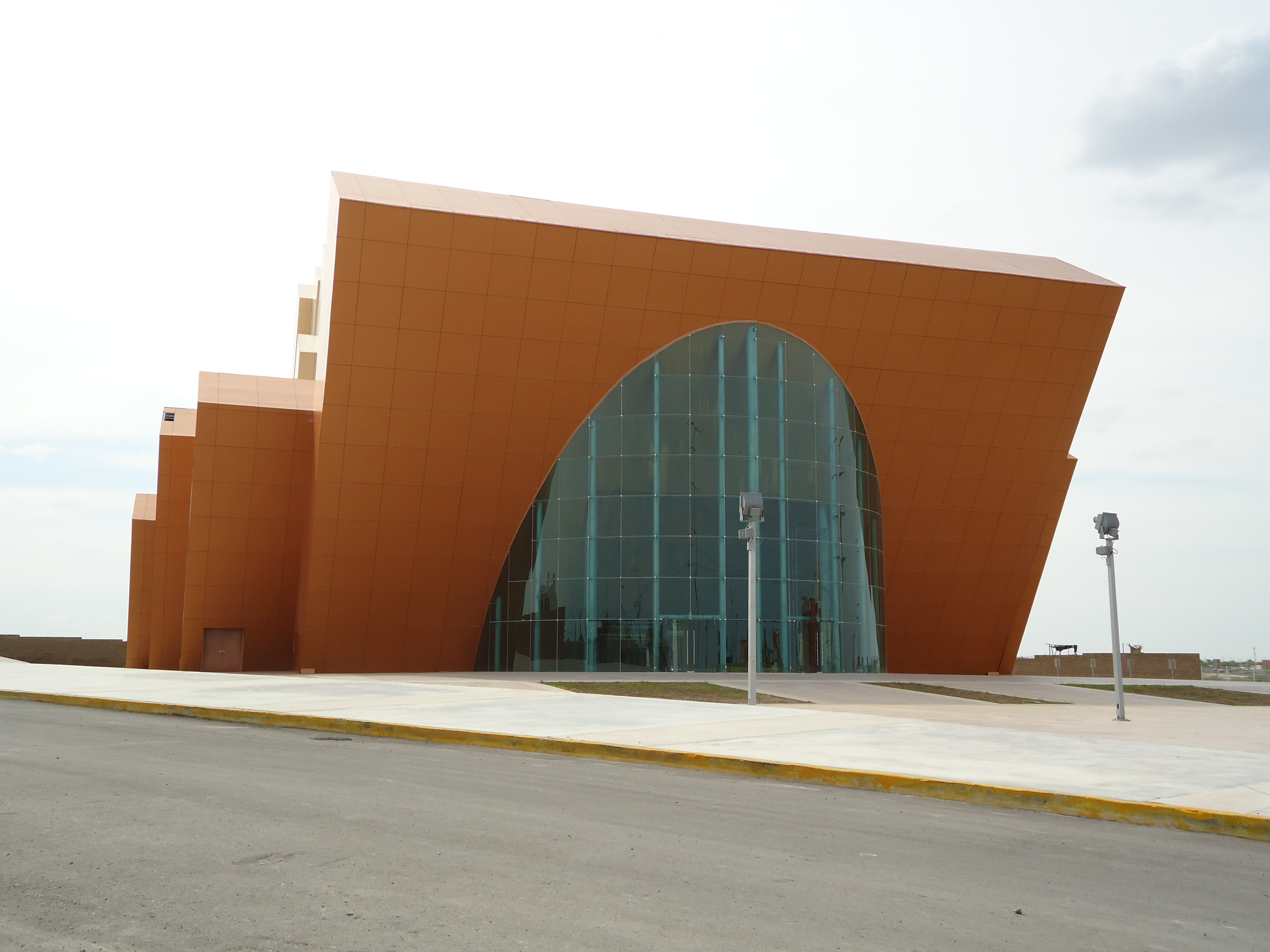
Teatre de la ciutat de Piedras Negras
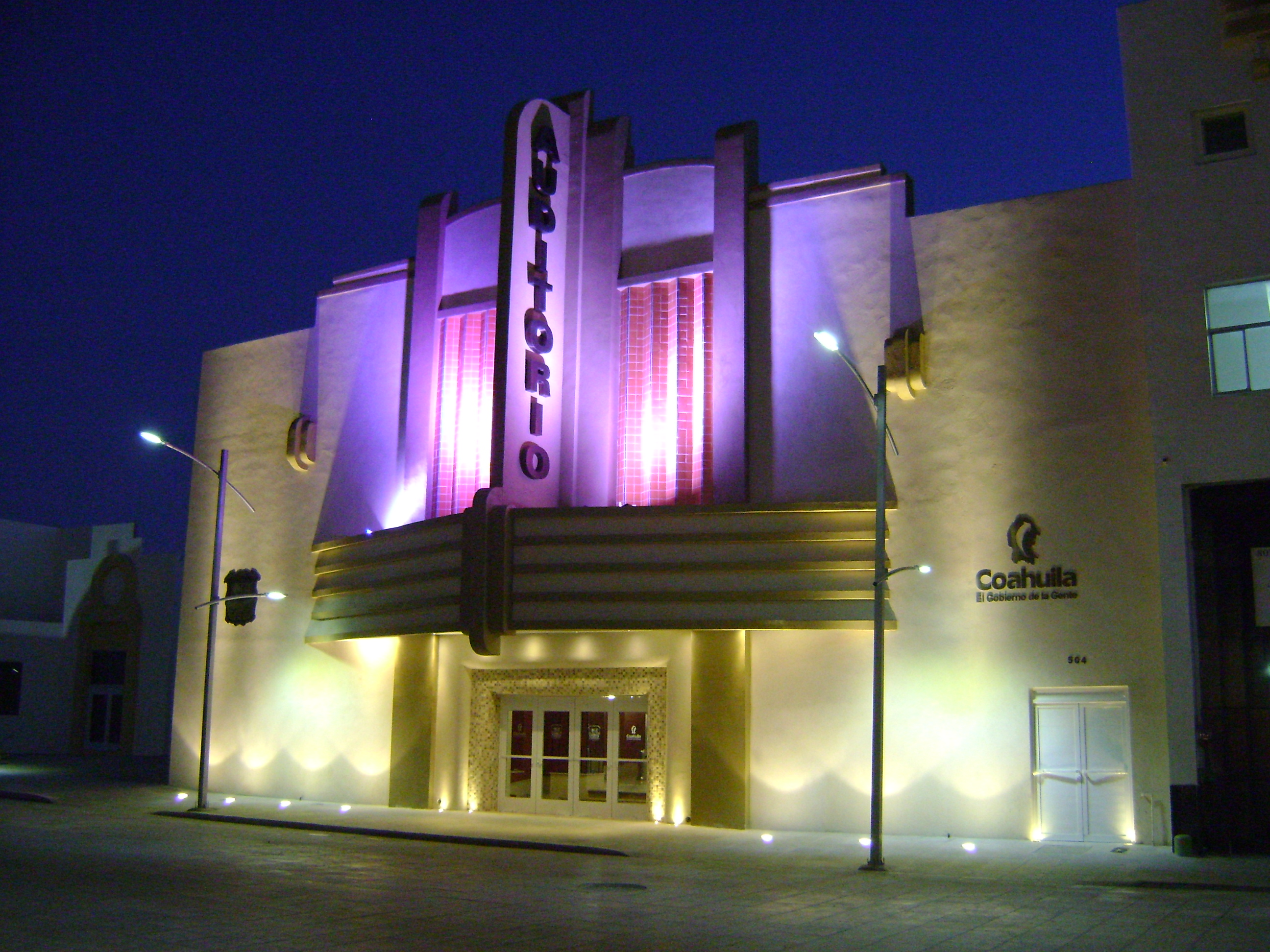
Auditori 'José Vasconcelos'
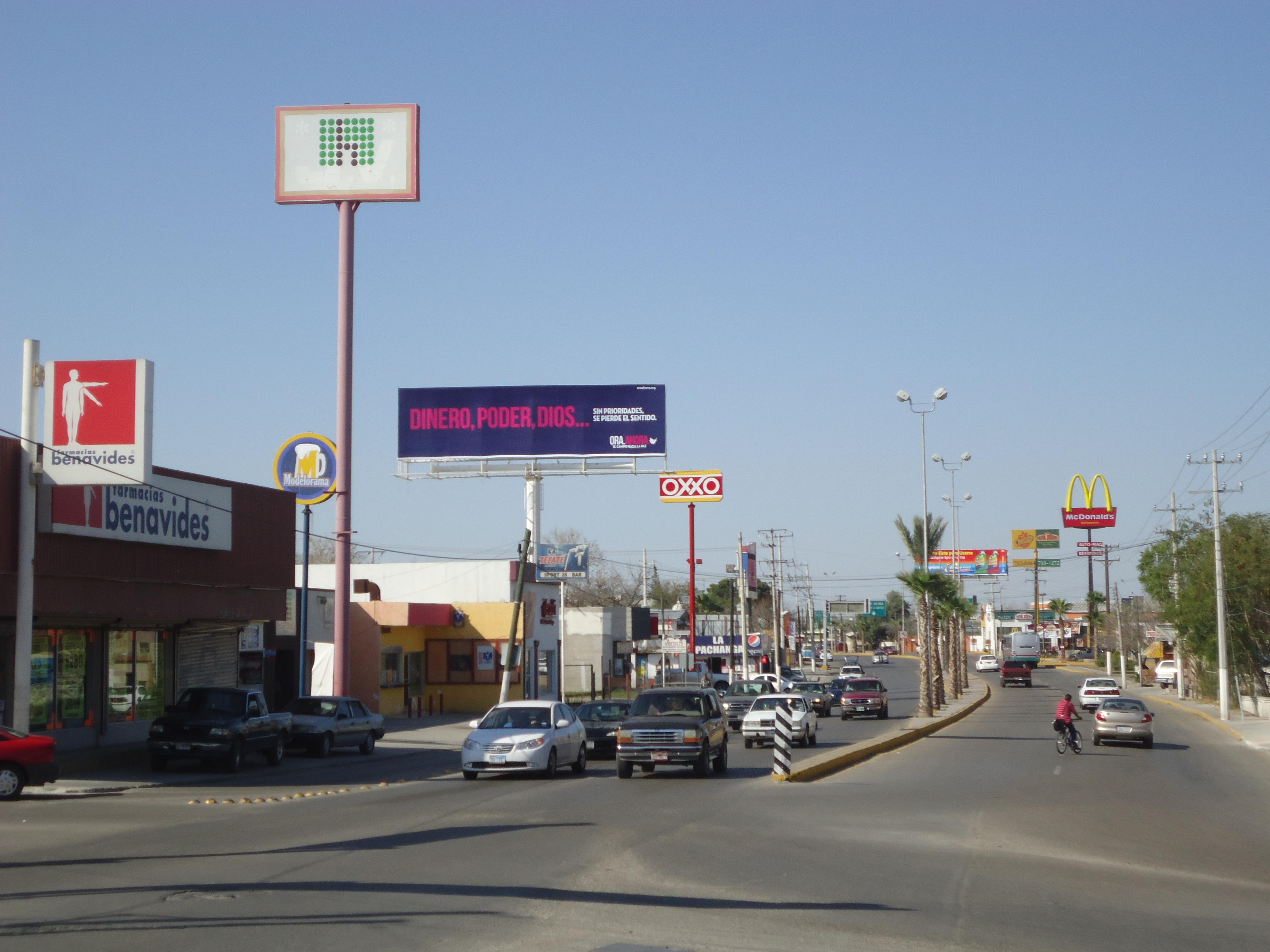
Avinguda Román Cepeda Sud
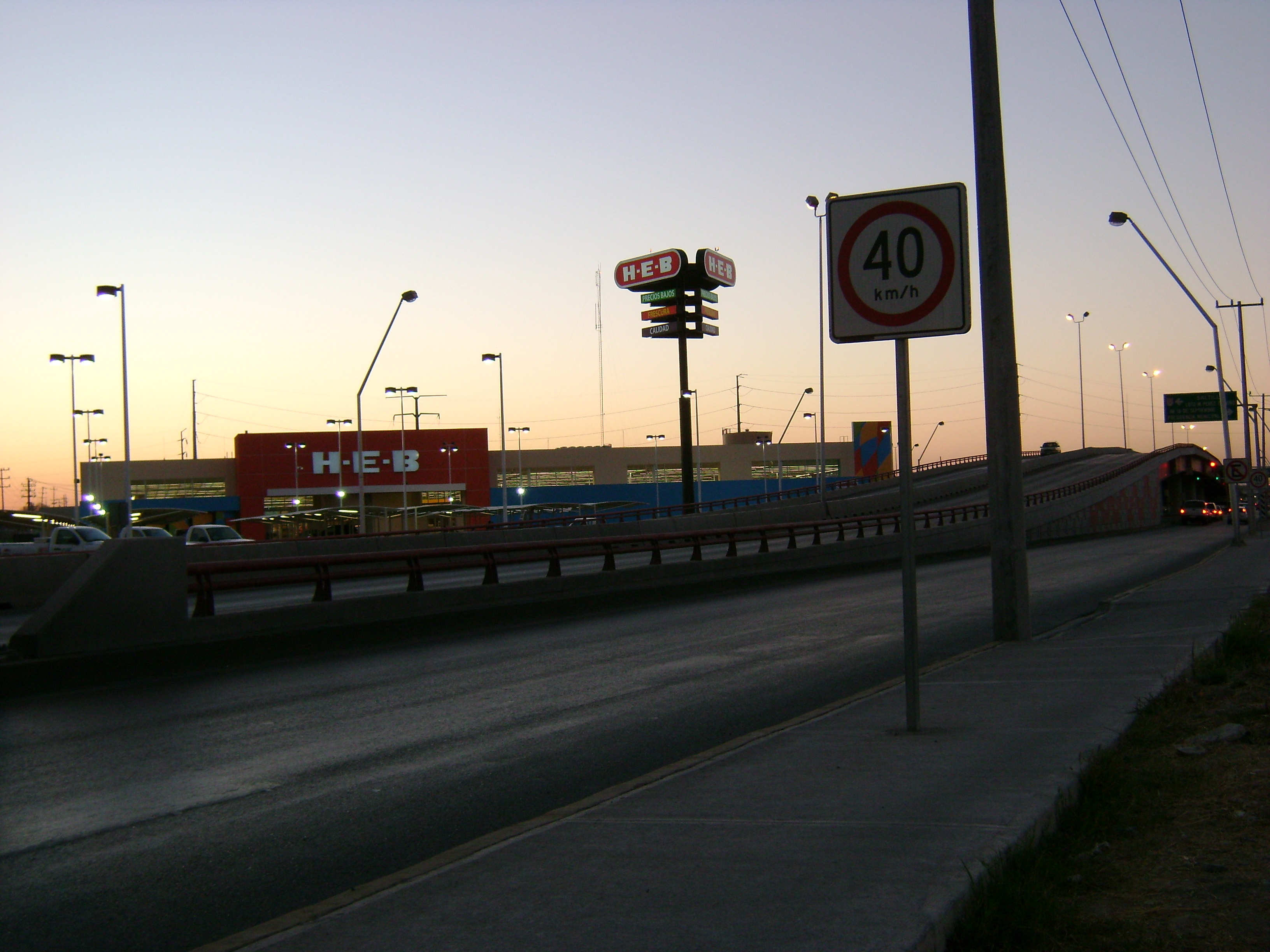
Avinguda Román Cepeda Nord
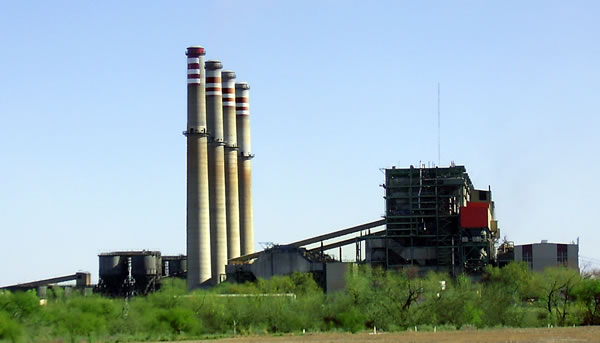
Central Termoelèctrica "José López Portillo"
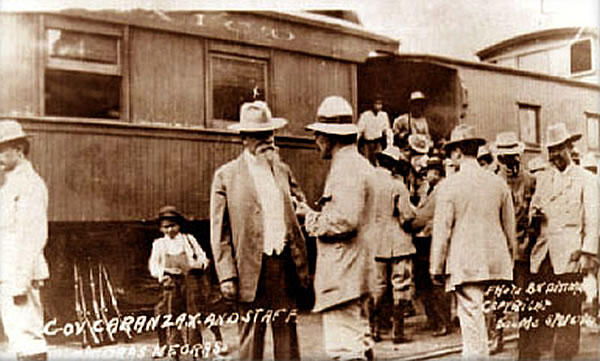
Venustiano Carranza a Piedras Negras. 1915.
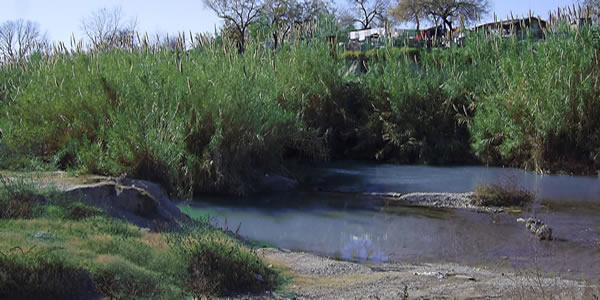
Río Escondido
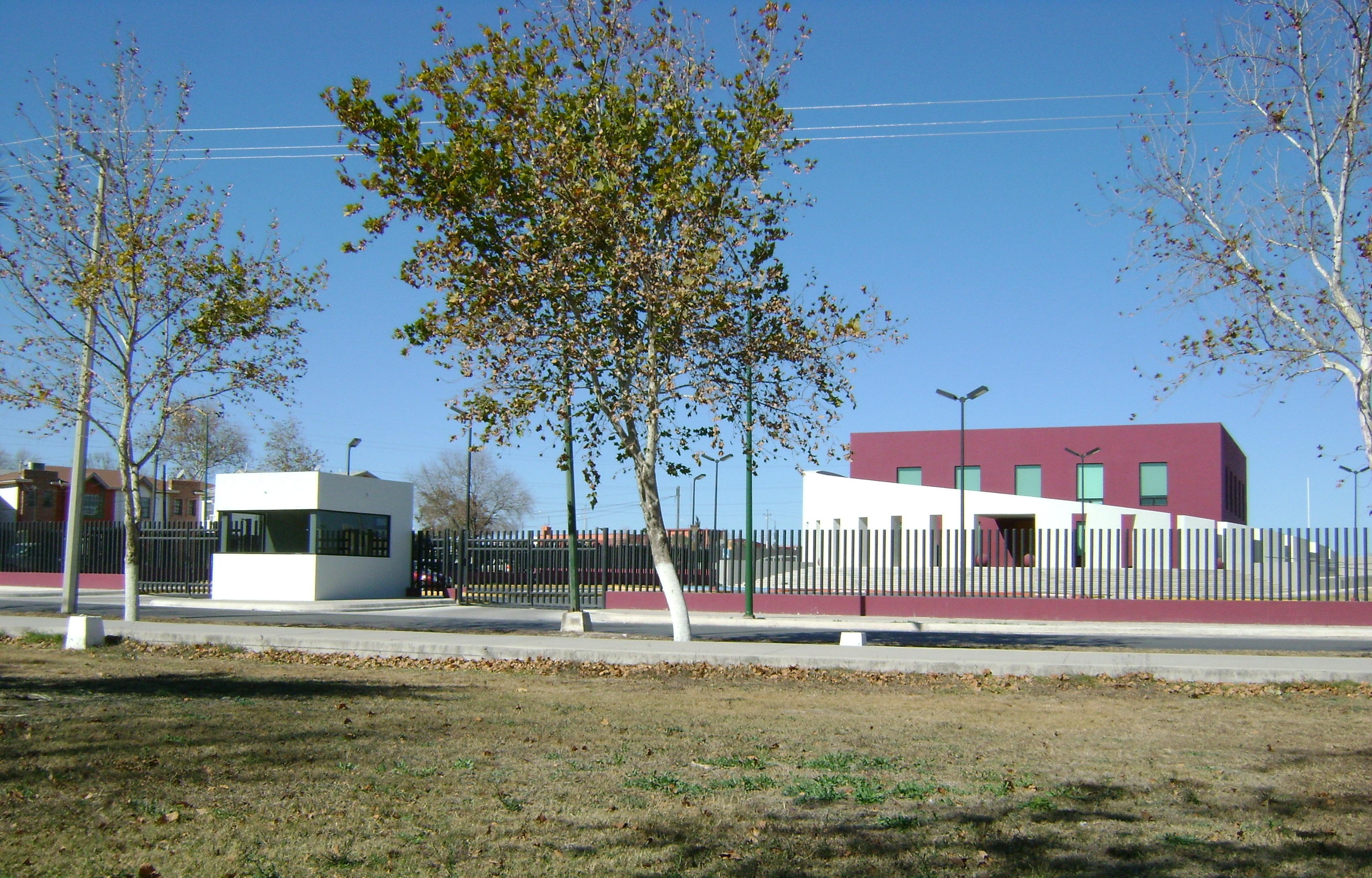
Bisbat de Piedras Negras
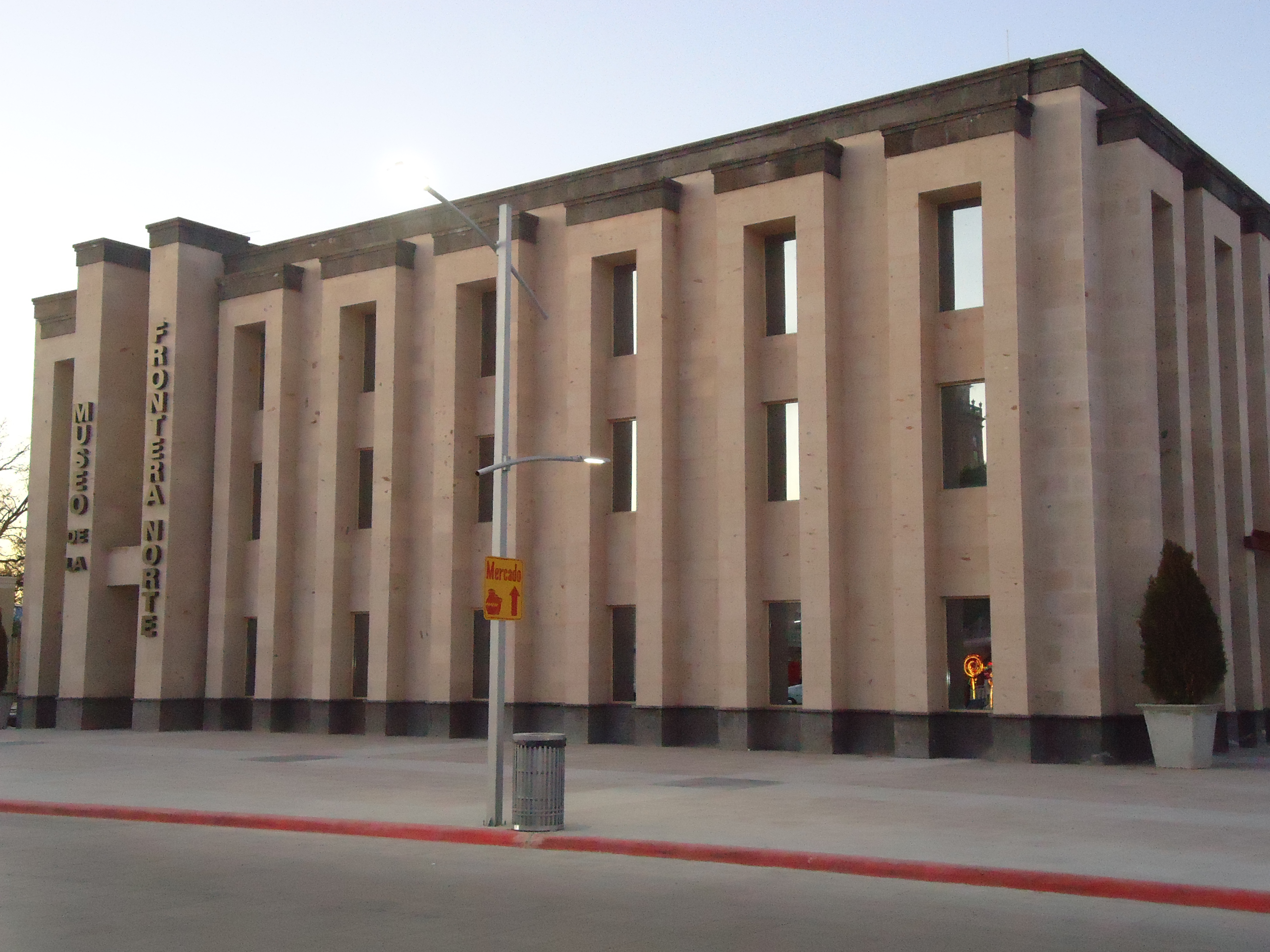
Museu de la Frontera Nord
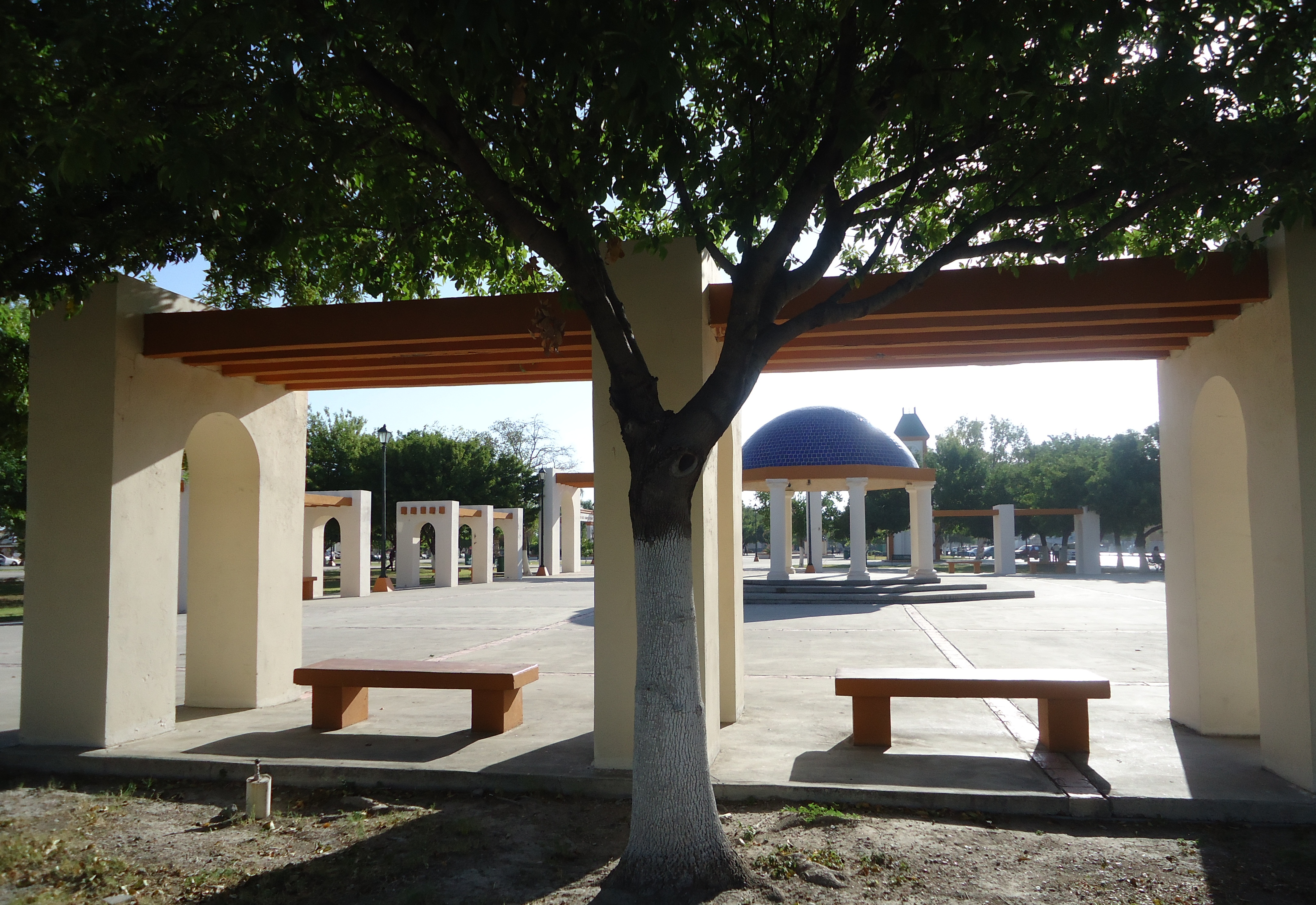
Macroplaza I
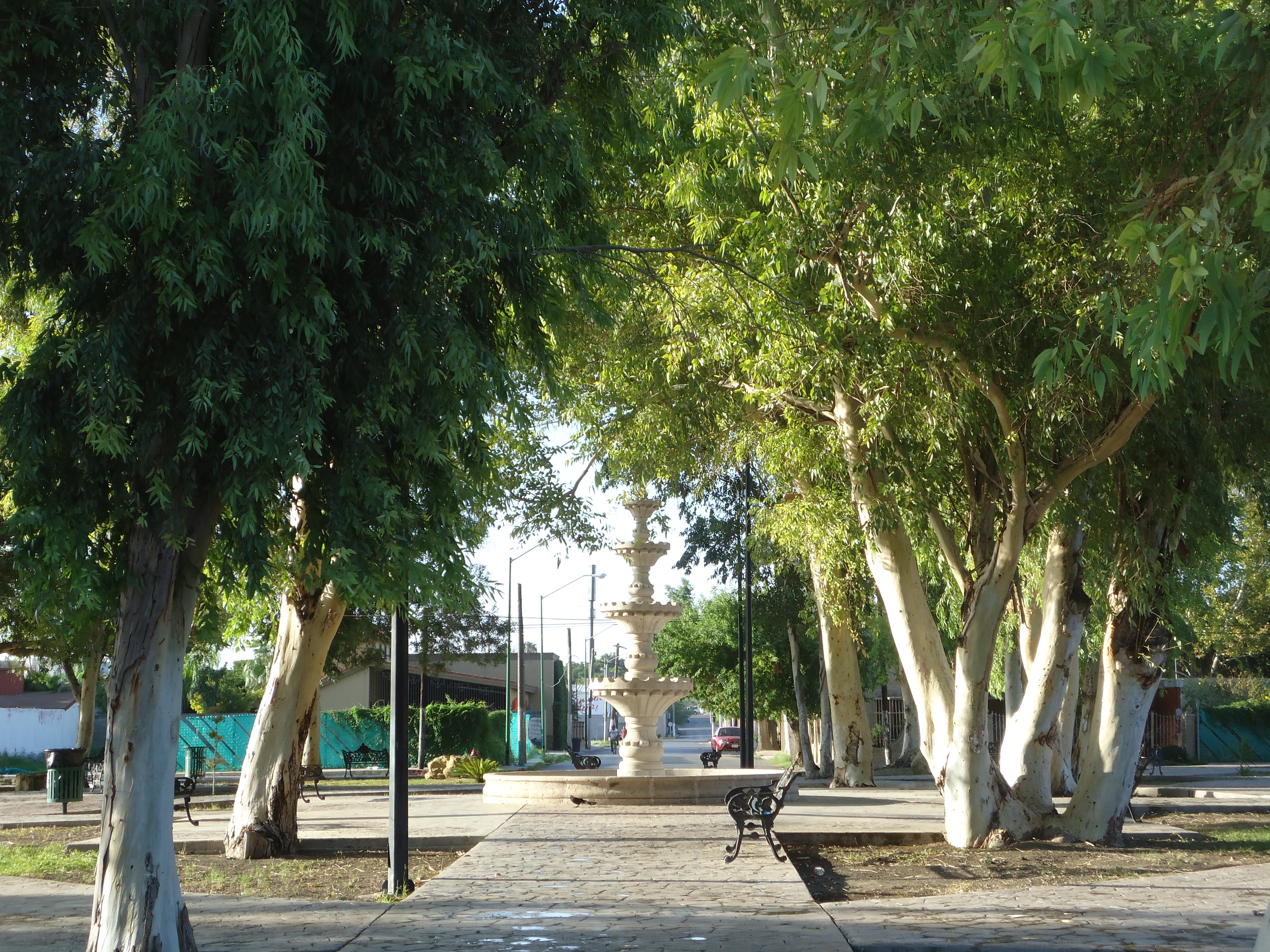
Plaça "Tepic"
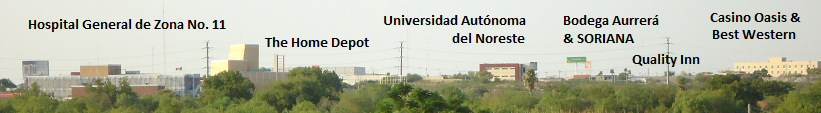
Àrea comercial al sud de la ciutat
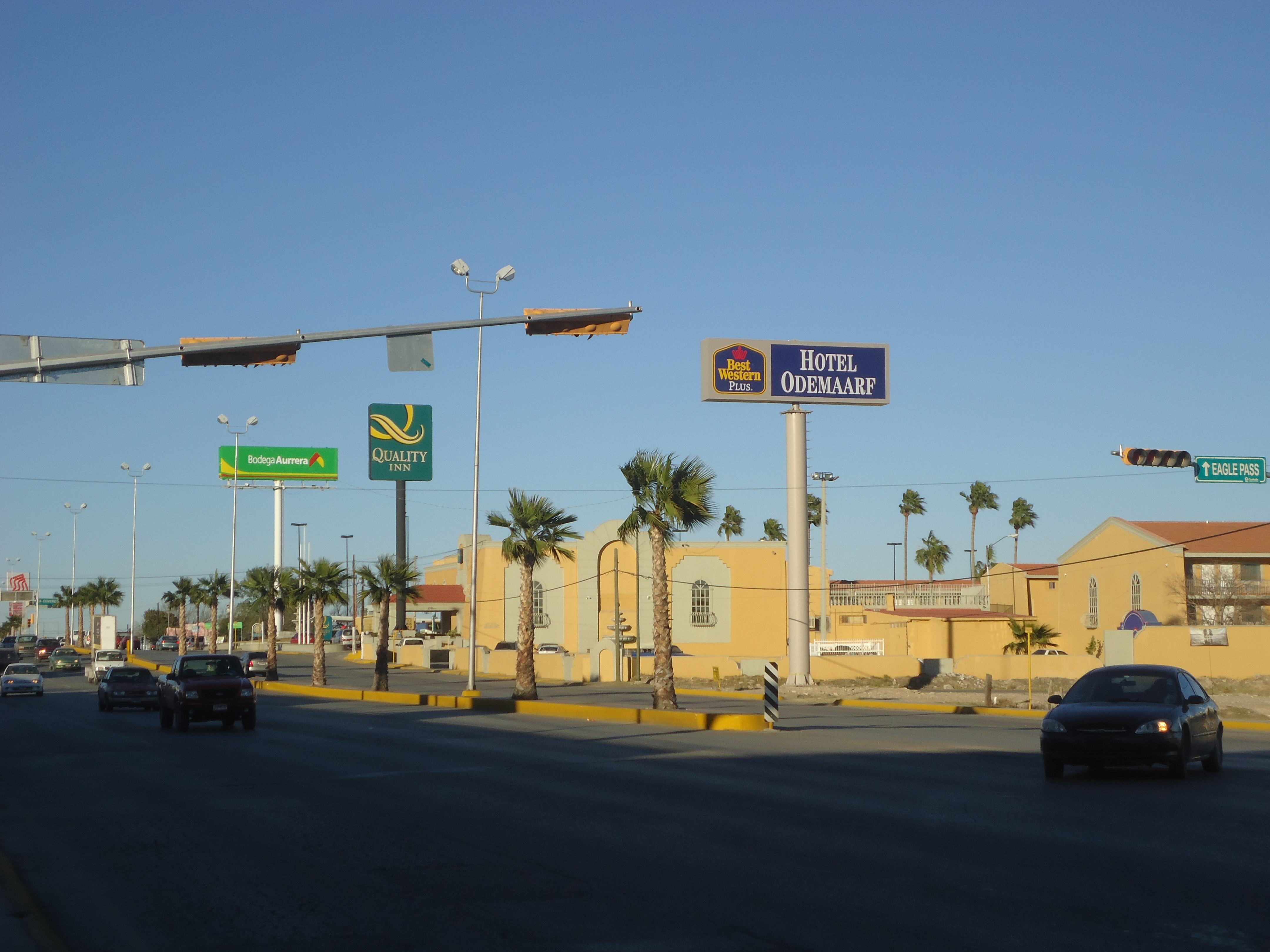
Zona hotelera i comercial sobre l'avinguda Lázaro Cárdenas
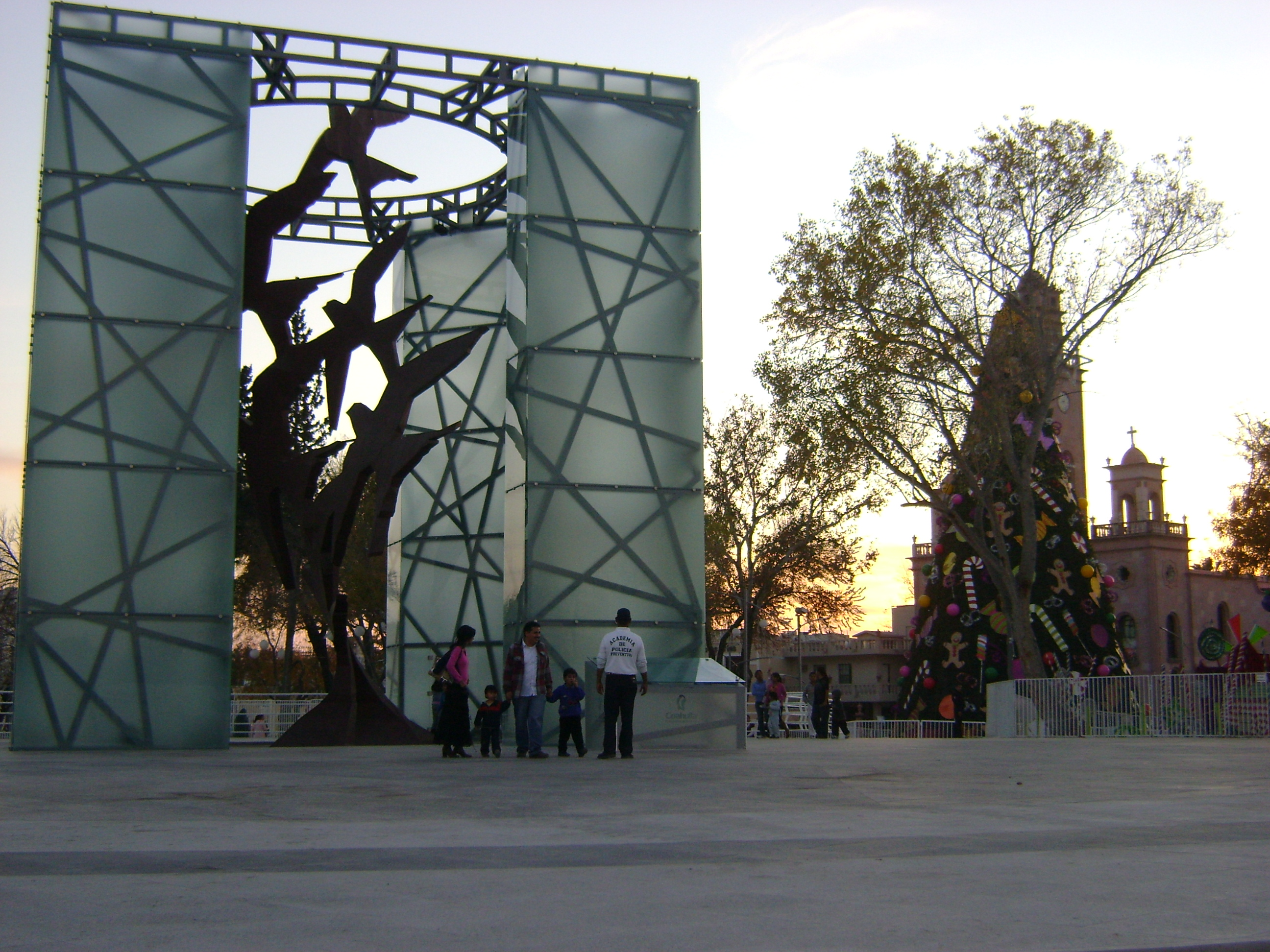
Gran Plaza
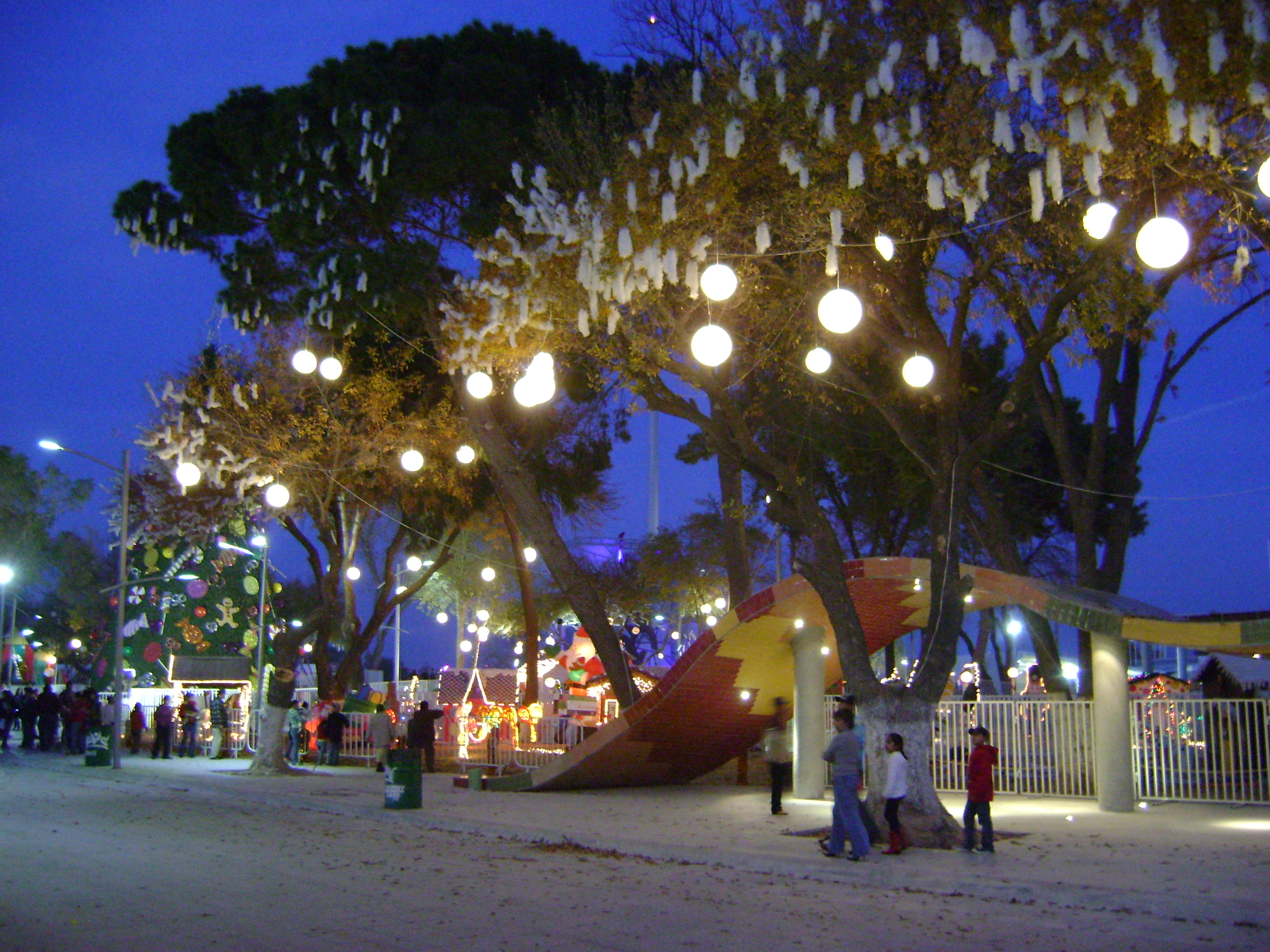
Gran Plaza (desembre de 2010)
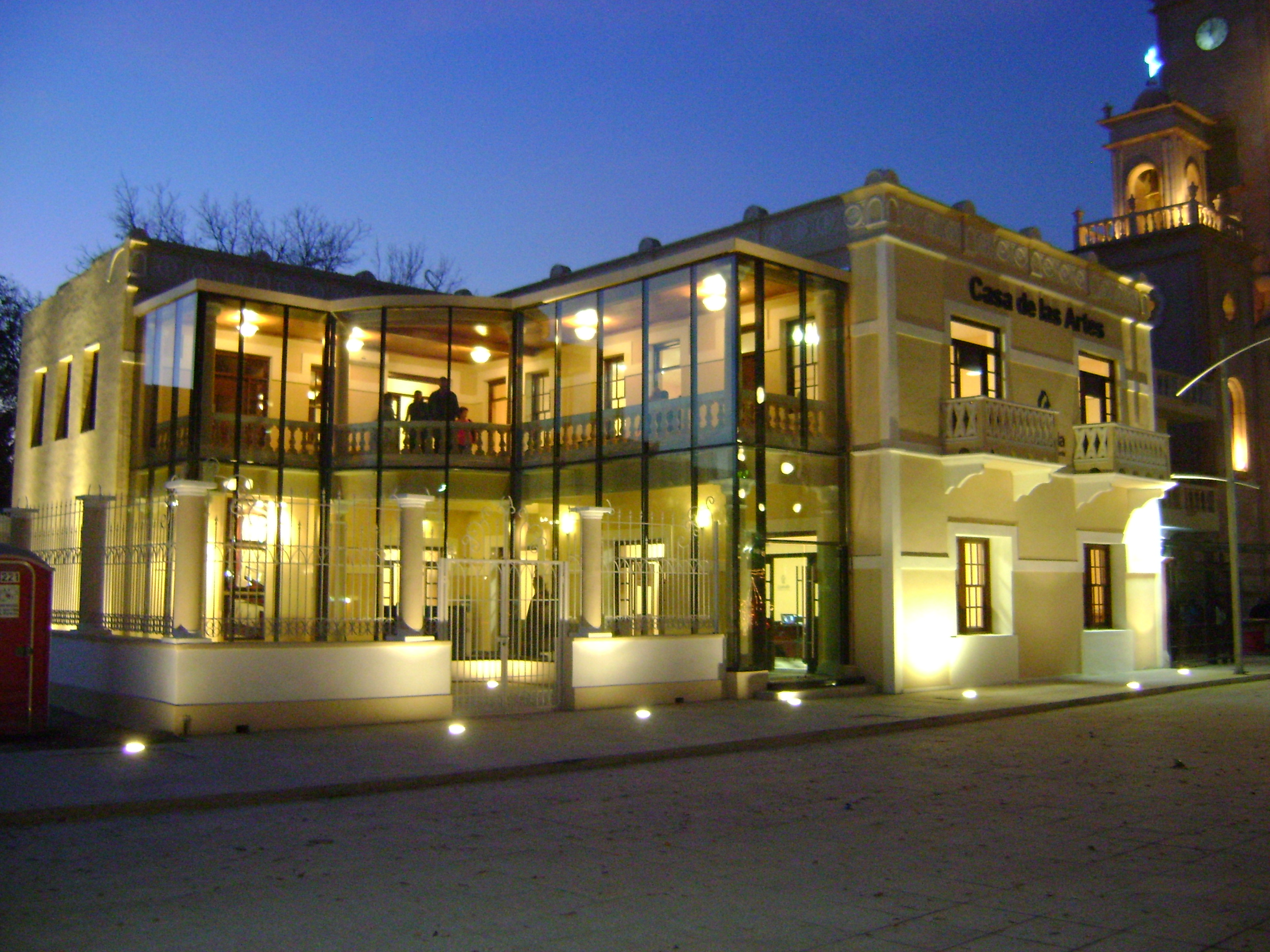
Casa de les Arts, dins del complex turístic de la 'Gran Plaza'
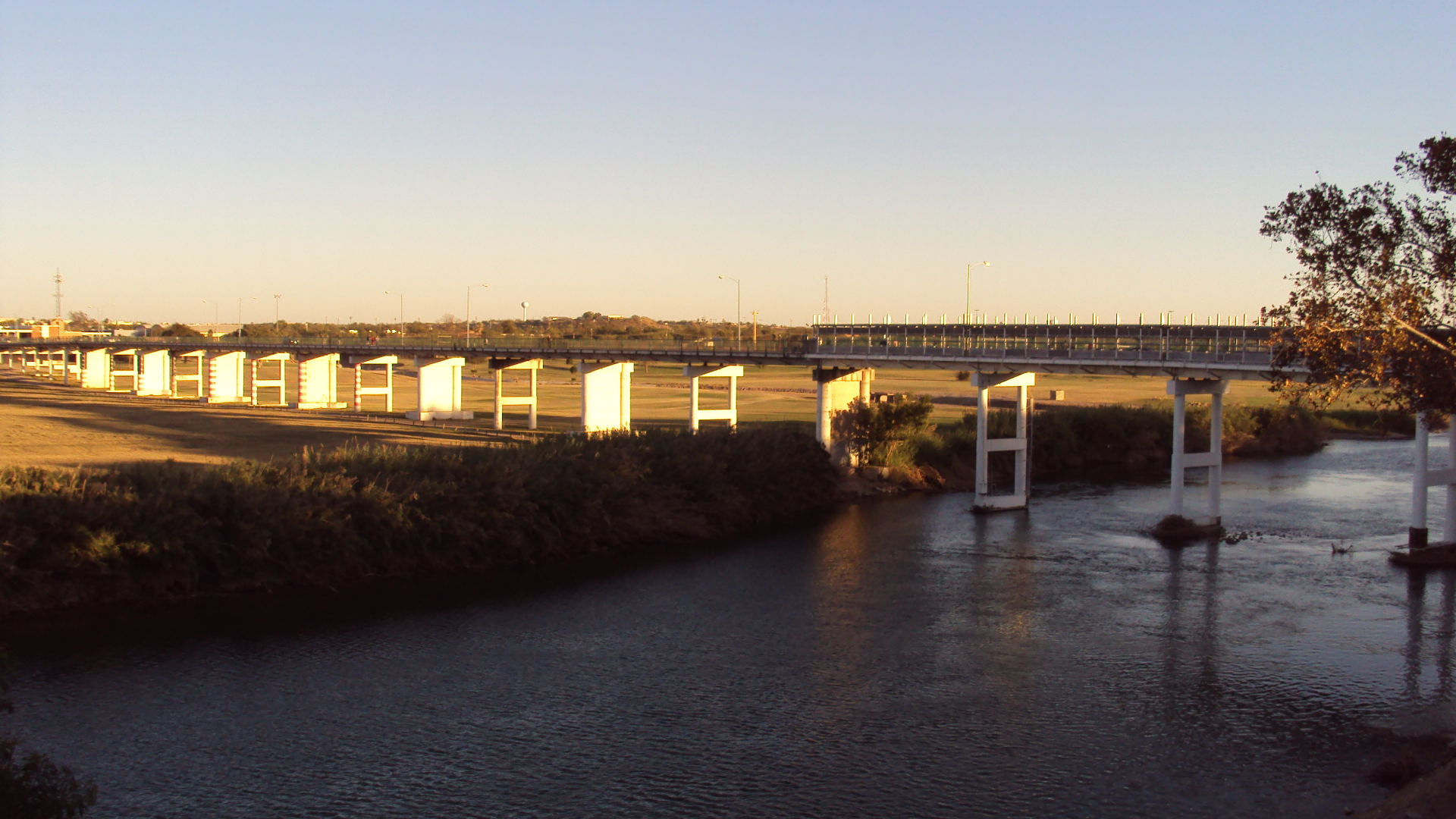
Pont Internacional Piedras Negras I
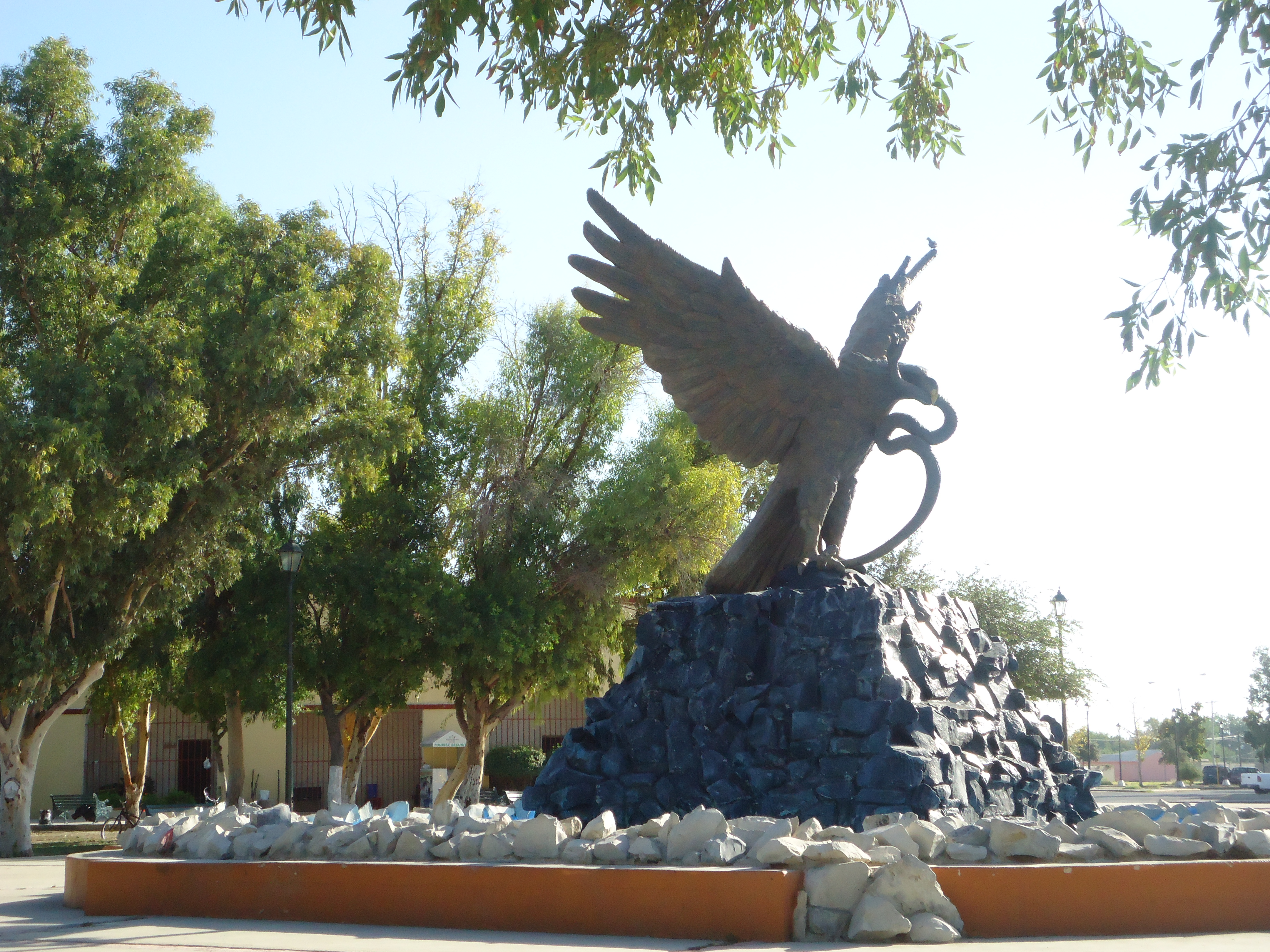
Monument a l'Àliga / Escut Nacional (Macroplaça I)
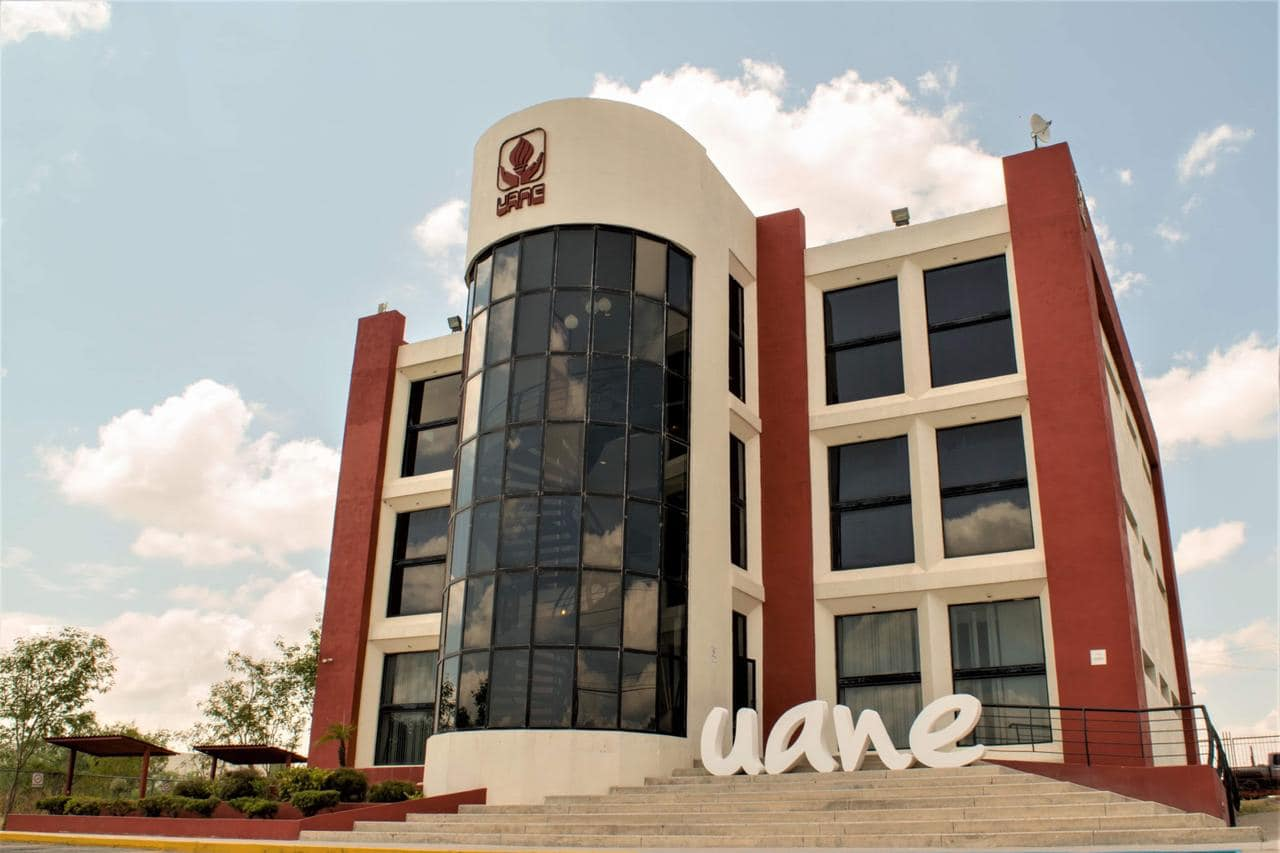
Universitat de Piedras Negras